# Lettershendoney
Lettershendony es una localidad situada en Londonderry, Irlanda del Norte (Reino Unido). Según el censo de 2021, tiene una población de 568 habitantes.